# Jolanda Homminga
Jolanda Homminga (3 juli 1959) is een voormalige Nederlandse langeafstandsloopster. Ze was gespecialiseerd in de marathon. Ze won diverse grote Nederlandse wegwedstrijden en heeft het Nederlands record in handen op de Ekiden. Ook werd ze Nederlands kampioene op de 15 km, marathon en de 10.000 m.

## Biografie
In 1985 werd Homminga bij de marathon van Enschede tweede en won hiermee tevens het zilver op het NK marathon. Drie jaar later ging het bij de marathon van Amsterdam zelfs nog beter en pakte ze de nationale titel. Met een tijd van 2:46.41 eindigde alleen de Roemeense Elena Murgoci nog voor haar. In 1989 won ze in Hengelo tevens de nationale titel op de 10.000 m en in Zevenbergen op de 15 km. Onverwachts won ze de marathon van Hamburg. Onder warme omstandigheden finishte ze in 2:40.28, een kleine halve minuut voor de Duitse Christa Vahlensieck. Bij de marathon van Frankfurt eindigde ze als tweede in een persoonlijk record van 2:37.56.
In 1990 nam Jolanda Homminga met haar teamgenotes Wilma van Onna, Carla Beurskens, Anne van Schuppen, Joke Kleijweg en Ine Valentin deel aan de Ekiden. Met een tijd van 2:22.36 verbeterde ze het Nederlands record. Later dat jaar liep ze haar snelste marathon van haar sportcarrière. In Rotterdam finishte ze als derde overall met een tijd van 2:37.38. Op de Europees kampioenschappen in Split voltooide ze het heuvelachtige parcours van de marathon in 2:43.04 en finishte hiermee op een veertiende plaats. De wedstrijd werd gewonnen door de Portugese Rosa Mota in 2:31.27.
Homminga was aangesloten bij de Gooise Atletiek Club en ADA. Ze werkte als onderwijzeres aan de basisschool "De Mobiel" in Bijlmermeer.

## Nederlandse kampioenschappen
| Onderdeel | Jaar |
| --------- | ---- |
| 10.000 m  | 1989 |
| 15 km     | 1989 |
| marathon  | 1988 |

## Persoonlijke records
Baan
| Onderdeel | Prestatie | Datum           | Plaats    |
| --------- | --------- | --------------- | --------- |
| 5000 m    | 16.23,8   | 30 juni 1989    | Amsterdam |
| 10.000 m  | 33.57,04  | 6 augustus 1989 | Dublin    |

Weg
| Onderdeel      | Prestatie | Datum             | Plaats         |
| -------------- | --------- | ----------------- | -------------- |
| 10 km          | 33.43     | 3 juni 1990       | Den Haag       |
| 10 Eng. mijl   | 57.52     | 21 september 1997 | Zaandam        |
| halve marathon | 1:14.56   | 14 januari 1990   | Egmond aan Zee |
| marathon       | 2:37.38   | 22 april 1990     | Rotterdam      |

## Palmares

### 10.000 m
- 1989:  NK - 34.21,06

### 10 km
- 1986:  Wolfskamerloop in Huizen - 39.55
- 1988:  Schipholrun in Amsterdam - 34.59
- 1990:  Babylon in Den Haag - 33.43
- 1999: 5e Coenecooploop in Waddinxveen - 36.05
- 1999: 4e Wolfskamerloop in Huizen - 36.42

### 15 km
- 1989:  20 van Alphen - 51.18
- 1989:  NK - 51.41
- 1990: 4e 20 van Alphen - 52.42
- 1991: 4e 20 van Alphen - 52.06
- 1997: 12e Zevenheuvelenloop - 53.19
- 1998: 10e Zevenheuvelenloop - 53.37,5
- 2000:  Pim Mulierloop in Santpoort - 56.33

### 10 Eng. mijl
- 1997: 16e Dam tot Damloop - 57.52
- 1998: 5e Dam tot Damloop - 58.40
- 2000:  Gildehuys in Beverwijk - 59.23

### 20 km
- 1986:  Zilveren Molenloop - 1:15.37

### halve marathon
- 1987:  halve marathon van Egmond - 1:21.46
- 1987:  Trosloop - 1:17.57
- 1987:  Bredase Singelloop - 1:15.09
- 1989:  halve marathon van Egmond - 1:19.35
- 1989:  halve marathon van Avignon - 1:12.56
- 1990:  halve marathon van Egmond - 1:14.56
- 1990: 8e City-Pier-City Loop - 1:15.05
- 1991: 4e halve marathon van Egmond - 1:20.44
- 1991: 9e City-Pier-City Loop - 1:13.46
- 1993:  Groet uit Schoorl Run - 1:18.57
- 1993:  NK in Sittard - 1:17.34
- 1997: 17e City-Pier-City Loop - 1:16.36
- 1997: 7e NK in Enschede - 1:17.36 (6e overall)
- 1998: 14e halve marathon van Egmond - 1:20.41
- 1998: 4e Marquetteloop - 1:16.13
- 1998: 9e City-Pier-City Loop - 1:15.55
- 1998: 5e halve marathon van Maastricht - 1:21.11
- 1999: 16e halve marathon van Egmond - 1:19.09
- 1999:  Marquetteloop - 1:16.35
- 2000:  halve marathon van Almere - 1:20.10
- 2000:  Trosloop - 1:18.03

### 30 km
- 1988:  Groet uit Schoorl Run - 1:56.07
- 1989:  Groet uit Schoorl Run - 1:53.00

### marathon
- 1985:  NK in Enschede - 2:54.35
- 1987: 6e marathon van Amsterdam - 2:47.31
- 1987:  marathon Brabant - 2:47.46
- 1988:  NK in Amsterdam - 2:46.41
- 1988:  marathon van Benidorm - 2:40.13
- 1989:  marathon van Hamburg - 2:40.28
- 1989:  marathon van Frankfurt - 2:37.56
- 1990:  marathon van Rotterdam - 2:37.38
- 1990: 14e EK in Split - 2:43.04
- 1990:  marathon van Amsterdam - 2:46.41
- 1991: 18e marathon van Berlijn - 2:39.19

### veldlopen
- 1989: 5e Sprintcross in Breda - 12.27